# Хрестовоздвиженська церква (Лівадія)
Хрестовоздвиженська церква — храм УПЦ МП, розташований у селищі Лівадія Ялтинського району Автономної Республіки Крим, Україна.
Церква примикає до Лівадійського палацу з південно-західного боку, і входить у Лівадійський палацово-парковий ансамбль.

## Історія
У 1860 році Удільне відомство купило садибу графа Л. П. Потоцького для будівництва тут палацу. Імператор Олександр II подарував Лівадію своїй дружині імператриці Марії Федорівні, яка хворіла на сухоти і повинна була щорічно лікуватися на півдні.
Придворному архітектору Іполіту Монігетті (1819—1878) доручили збудувати тут архітектурний комплекс: два палаци, службові приміщення, оранжереї, басейни і, звісно ж, палацову домову церкву. Церкву архітектор переробив 1864 року з костелу, тому її вівтар орієнтований не на схід, як у всіх православних церков, а на південь.
Монігетті створив церкву у візантійському стилі, за зразком стародавньої грецької церкви святого Луки, побудованої колись у селищі Лівадії в Греції.
За бажанням імператриці Марії Олександрівни церкву було освячено на честь одного з найшанованіших свят Воздвиження Чесного і Животворящого Хреста Господнього.
Поруч із церквою за проектом Д. І. Грімма побудували дзвіницю, її прикрашає орнамент, який вирізав із каменю талановитий майстер селянин Орловської губернії Т. А. Костиков. Під час правління Олександра Ш тут же поставили 1879 року мармурову колону з фортеці Рущук на Дунаї на згадку про російсько-турецьку компанію 1877-78 років, коли Росія воювала за звільнення Болгарії від турецького ярма.
Одного разу дощова волога потрапила в храм через продірявився дах і зіпсувала головну ікону «Воздвиження Чесного Хреста». Було вирішено замінити її мозаїкою. Академік О. М. Попов зробив для фірми А.Сальвіаті, якій доручили виконати роботу, точну копію ікони на картоні. Робота була виконана 1888 року і збереглася до наших днів.
Під час перебудови палацу в 1910—1911 роках архітектор М. П. Краснов зберіг будівлю церкви, внісши незначні зміни. Він збільшив боковий вівтар, влаштувавши тут вхід. Колишній вхід виводив у напіввідкриту галерею, що з'єднує храм із палацом. Краснов перетворив цю галерею на повністю закриту. Портал храму прикрасила мозаїчна ікона «Архангела Гавриїла». Її виконали в майстерні професора П. П. Чистякова. Він же розписав притвор, серед ікон була ікона Божої Матері Федорівська.
У Лівадійському храмі відбувалися важливі події для царської сім'ї. У 1894 році помер імператор Олександр III. Панахида за покійним государем і присяга нового російського імператора Миколи II відбулася в палацовому храмі. Тут же святий праведний Іоанн Кронштадський миропомазав наречену Миколи принцесу Алісу Гессенську, вона стала православною благовірною княгинею Олександрою Федорівною.
Після радянської окупації в Ливадії відкрили санаторій для селян. Церкву закрили, за довгі роки запустіння тут влаштовували і клуб, і склад, і музейне приміщення. У ті часи тільки мозаїчне зображення архангела Гавриїла над головним входом і дзвіниця, що стояла поруч, нагадували про те, що колись тут був Дім Божий.
Не зберігся в церкві іконостас і мармурове облицювання стін, замість нього панелі розписали мармуровою фарбою під сірий мармур. Тільки мозаїчне панно на сюжет Воздвиження Хреста Господнього сяяло немеркнучим світлом.
У 1991 році в храмі відновилися Богослужіння. Відродження храму йшло повільно: іконостас спочатку був фанерний, потім з'явився дубовий аналой, на якому відтворили різьблення мармурового обрамлення старовинних дверей. Ліворуч і праворуч від вівтаря встали дубові різьблені кіоти для головних ікон: Божої Матері «Державна» і святого Іоанна Кронштадського.

## Опис
Хрестовоздвиженський храм невеликий, оскільки він був розрахований на імператорську сім'ю і найближче оточення. У плані будівля являє собою хрест, витягнутий з півночі на південь. Над церквою височіє купол на стрункому світловому барабані. Пізніше його розібрали, і тепер ми бачимо новий невеликий барабан, увінчаний хрестом.
Східна стіна прорізана арковими вікнами — спареними і потрійними. Монігетті використав в оформленні храму орнамент у стилі архітектури Закавказзя. Церкву прикрашають лиштви навколо вікон і широка смуга під самим дахом.
Інтер'єр церкви також створювався у візантійському стилі художником Ізелло за малюнками Монігетті. Ікони для храму написав відомий художник Академік Олексій Єгорович Бейдеман. За свою роботу він був нагороджений орденом святого Станіслава 2-го ступеня. Особливою прикрасою церкви став іконостас із білого мармуру. Царські врата і вівтарні двері були зроблені з різьбленої бронзи. По обидва боки від іконостасу розташовувалися два горіхових аналоя: один був зайнятий храмовою іконою, інший — стародавнім образом з частинами святих мощей, він був прикрашений дорогоцінним камінням. Цей образ — дар Романовим від грузинських царів. Перед іконостасом стояли красиві срібні свічники.
Склепіння церкви було пофарбоване в блакитний колір і всіяне золотими зірками. Із середини храму спускалася невелика люстра. Маленькі дверцята вели з церкви до ризниці, а звідти до кабінету Олександра III.